# Antipatía

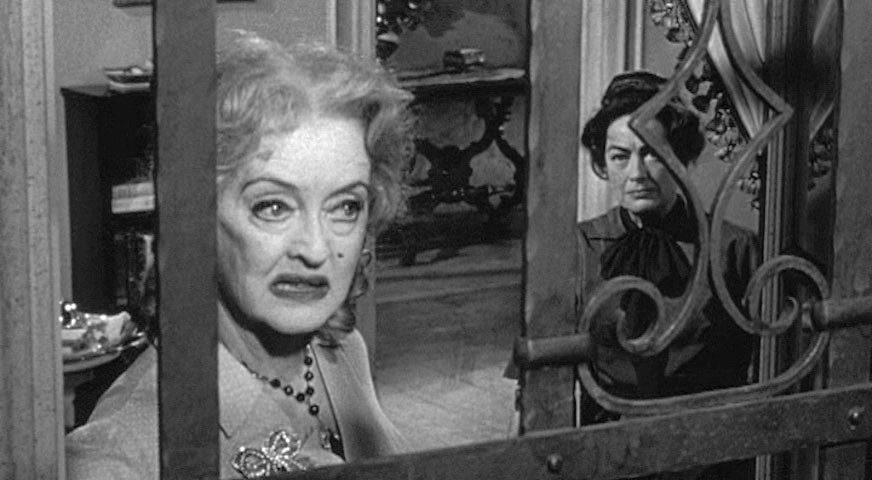
La actriz Bette Davis sentía una pública antipatía hacia Joan Crawford y esto fue canalizado en la película ¿Qué fue de Baby Jane?, donde actúan juntas.

La antipatía es un sentimiento de desafección, rechazo o ánimo adverso hacia algún objeto, persona, lugar o situación.
El paso subsecuente a la antipatía es el odio y es contrario a la empatía o simpatía.
Generalmente la antipatía se genera cuando se perciben señales de agresión generadas de un sujeto a otro.
Etimología: proviene del griego antipathos, en que anti significa ‘contra’, y pathos que significa ‘pasión’ o ‘sentimiento’).
Tanto la antipatía como la simpatía son sentimientos que no solo pueden experimentar los humanos: los animales superiores pueden además desarrollar este tipo de actitudes hacia un humano, situación o comida.
La antipatía se manifiesta de diversos modos sutíles:
Hay antipatías que se desarrollan por causas evidentes, tales como discusiones, ofensas, agravios; y hay antipatías que se desarrollan con el solo hecho de ver o hablar con una persona sin que esta origine causas evidentes; es un sentimiento de antipatía de piel.
La antipatía de piel se desarrolla cuando en forma subconsciente se captan señales de agresión hacia el Yo interior de parte de otro sujeto o situación.
Los animales superiores, pueden desarrollar agresividad o evitar (forma más común) a un ser humano u otro congener cuando sienten antipatía por habérsele invadido su territorio.